# Calydna cephissa
Calydna cephissa är en fjärilsart som beskrevs av William Chapman Hewitson 1875. Calydna cephissa ingår i släktet Calydna och familjen Riodinidae. Inga underarter finns listade i Catalogue of Life.